# Ivone Soares
Maria Ivone Bernardo Rensamo Soares (Maputo, 23 de octubre de 1979) es una política, periodista y escritora mozambiqueña. Desde 2015, es la líder del partido político Resistencia Nacional Mozambiqueña (RENAMO) en Mozambique.

## Trayectoria política
Soares se afilió al RENAMO en 1993-1994 con la llegada de la democracia a Mozambique. En 2008 se convirtió en miembro de la Comisión Política Nacional de RENAMO y fue portavoz de RENAMO para las elecciones parlamentarias. Entre 2007 y 2012, fue la jefa del grupo de trabajo de política externa del país. En 2014 comenzó a liderar la Liga Nacional de Juventud. En 2015 se convirtió en la jefa parlamentaria de la RENAMO, además de convertirse en miembro de la Comisión Permanente de la Asamblea de la República de Mozambique.
Tras la crisis política y la reanudación de los conflictos entre el Frente de Liberación de Mozambique (FRELIMO) y la RENAMO, desde 2013 el presidente de la RENAMO, Afonso Dhlakama, salió de Maputo y se trasladó a la antigua base en Gorongosa, lo que le dio a Soares una posición clave en las comunicaciones externas.
En septiembre de 2016, Soares sobrevivió a un atentado contra ella en el aeropuerto de Quelimane, en la provincia de Zambézia de Mozambique.
Forma parte de una generación joven e innovadora dentro de la RENAMO, siendo considerada una de sus figuras clave. En 2014-2015, Soares fue la única persona lusófona seleccionada en el Informe de África como una de las cincuenta personalidades emergentes en África.

## Periodista y escritora
Soares se licenció en Ciencias de la Comunicación. Trabajó como periodista y columnista en varias emisoras de radio mozambiqueñas como la Radio Tierra Verde, y en periódicos como Tiempo y Savana.
En 2019, publicó su primer libro “Salpicos de águas e sóis – meu eu poético”. Además, ha escrito poesía y publicado en varios blogs artículos de opinión política.